# Skopolamin
Skopolamin, C17H21NO4, är en tropanalkaloid som innehåller en epoxidgrupp. Ämnet förekommer i många potatisväxter, till exempel i spikklubba, Datura stramonium, bolmört, Hyoscyamus niger, och änglatrumpet, Brugmansia  sp. Ämnet är uppkallat efter Giovanni Antonio Scopoli.[källa behövs]

## Effekter
Skopolamin, som är mycket giftigt, fungerar som kompetitiv acetylkolinantagonist vid M1-receptorer. Ämnet är mycket hallucinogent, och kan orsaka delirium och vanföreställningar. Ämnet är muskelavslappande och har lugnande inverkan. Skopolamin är inte narkotikaklassat. I moderna läkemedel används skopolamin exempelvis i preparaten Scopoderm, Morfin-skopolamin och i vissa medel mot åksjuka. Ämnet har också använts i så kallade sanningsserum.
Vanliga biverkningar av skopolamin inkluderar muntorrhet, sömnlöshet, suddig syn samt hudirritation. Läkemedlet kan även orsaka bröstsmärta, svårigheter att urinera, ögonsmärta, humörsvängningar, illamående eller kräkningar, muskelsvaghet, rastlöshet och andra biverkningar.

## Brottshjälpmedel
Skopolamin kan enkelt blandas i exempelvis mat och  användas för att genomföra ett rån. Den verkar fort och leder ofta till medvetslöshet och vital dämpning av vissa kognitiva förmågor så som: fri vilja och tanke. Förfarandet förekommer i bland annat Sydamerika.